# 宮﨑雅也
宮﨑 雅也（みやざき まさや、1999年3月20日 ‐ ）は、日本の男性声優。大阪府出身。スターダストプロモーション所属

## 来歴
小学3年生から高校の体育科時代までテニスをやっていた。しかし高校時代に挫折を経験し、その時見た『Re:ゼロから始める異世界生活』の小林裕介の演技をきっかけに声優を志す。
大阪アミューズメントメディア専門学校出身。

## 人物
趣味・特技には音楽鑑賞、軟式テニス、卵の片手割りを挙げている。お風呂とうどんが好き。方言は関西弁 。
名字の宮﨑は「﨑」でも「崎」でも正しいが、かっこいいからという理由で「﨑」を使っている。

## 出演
太字はメインキャラクター。

### テレビアニメ
2021年
- プラチナエンド（若刑事）

2022年
- からかい上手の高木さん3（ウスイ）
- 東京ミュウミュウ にゅ〜♡（男子）

2023年
- 犬になったら好きな人に拾われた。（男子生徒）
- ゴブリンスレイヤーII（森人）
- ポーション頼みで生き延びます!（少年）

2024年
- マッシュル-MASHLE- 神覚者候補選抜試験編（生徒）
- 魔法科高校の劣等生（隅守賢人）

2025年
- アオのハコ（部員）
- 薫る花は凛と咲く（須藤海人）

### 劇場アニメ
- 劇場版 からかい上手の高木さん（2022年）
- 劇場版モノノ怪 唐傘（2024年、浅沼）
- 劇場版モノノ怪 火鼠（2025年、浅沼）

### Webアニメ
- 夕木真哉は夜、暴く〜殺人遺族カウンセラーの秘密と闇〜（2023年、夕木真哉）
- あんさんぶるスターズ!! 追憶セレクション『クロスロード』（2023年、不良C、夢ノ咲男子B）
- YOLternative（ヨルタナティブ）（2025年 - 、オキタ[18]）
- 極悪特区（2025年 - 、梵 菊之輔[19]）

### ゲーム
- アイドルマスター SideM GROWING STARS（2021年 - 2023年、花園百々人[20][21]）
- グランブルーファンタジー（2023年、シンク〈少年期〉）
- モンスターストライク（2023年 - 2025年、プロキオン[22]、アダマス・ハルパー[23]）
- ブラウンダスト2（2023年、ナルタス[24]）
- 神の塔：NEW WORLD（2024年、ヴィセンテ）
- メイプルストーリー（2024年、リン）
- スピホスピ ID:PL18（2024年、カミサマ、ショチョウ）

### オーディオドラマ
- アイドルマスター SideM「315 PASSION CONTENTS」（2023年、花園百々人） - 3作品[一覧 1]
- BOYS be MAID！～御曹司メイドボーイ部の日日～（2025年 - 、高階蘭士[25]）

### オーディオブック
- 真実の愛を見つけたと言われて婚約破棄されたので、復縁を迫られても今さらもう遅いです! 1（2024年、アンジェロ）
- 努力革命　ラクをするから成果が出る！ アフターGPTの成長術（2025年、ナレーション）

### デジタルコミック
- 若葉寮で、君と（2024年、小坂）

### ドラマCD
- Dear朋友（2024年、夏木優成）

### BLCD
- ないまぜな熱情（2025年、絢人〈子供時代〉）

### 吹き替え

#### アニメ
- ハロー、ニンジャ！シーズン3（2020年、モー[26]）

### ラジオ
※はインターネット配信。
- アイドルマスター SideM ラジオ 315プロNight!（2021年 - 、ニコニコ生放送※）
- MAN TWO MONTH RADIO 宮﨑雅也の～お風呂沸いたよ～（2022年、AG-ON Premium※・超!A&G+※）[27]
- 宮﨑雅也のゼロスタート！（2022年 - 2024年、ラジ友・ニコニコ動画・YouTube・OPENREC.tv※）
- WEL&COMEどれみふぁ～む（2024年 - 、ラジ友・ニコニコ動画・YouTube・OPENREC.tv※）
- いせみや（2024年 - 、ボイスガレッジ・ニコニコ動画・YouTube※）

### テレビ番組
※はインターネット配信。
- 宮﨑雅也の(A)（2022年 - 、ニコニコチャンネルプラス※）[28]
- 伊瀬結陸・宮﨑雅也の雅ったり 結ったり ほっTRIP！（2023年 - 、ニコニコ動画・Youtube※）

### 朗読劇
- 朗読劇「りーでぃんぐ☆ぱーてぃ vol.8」（2020年12月16日〜20日、コフレリオ新宿シアター）[29]
- 朗読劇「りーでぃんぐ☆ぱーてぃ vol.9」（2021年2月25日・28日、コフレリオ新宿シアター）[30]
- 朗読劇「学園デスパネル2022」（2022年7月13日・15日、座・高円寺2）- K.S 役
- 朗読劇「小生とアトムの世界列車」（2022年8月5日・6日、アトリエファンファーレ高円寺）- 五十嵐ツトム 役
- 朗読劇「カラフル」（2022年10月27日・28日・30日、東京ドームシティ シアターGロッソ）- 早乙女 役
- THE IDOLM@STER SideM PASSIONABLE READING SHOW -超常事変〜対立スル正義〜-（2023年3月11日、武蔵野の森総合スポーツプラザ メインアリーナ）- 花園百々人 役[31]
- 朗読劇『マッチングアプリ:アップルボム(仮)』（2023年7月26日-30日、シアターサンモール）- 根野倉権左衛門 役
- 朗読劇「カナリアの手帳2023」（2023年10月12日-14日、座・高円寺2）- 滝沢 役
- 朗読劇「はなしぐれ」（2024年1月24日 - 28日、CBGKシブゲキ!!）- 甲斐田恭介 役[32]
- THE IDOLM@STER SideM PASSIONABLE READING SHOW ～天地四心伝～-（2024年2月10日、幕張イベントホール）- 花園百々人 役
- 朗読劇『初等教育ロイヤル』（2024年8月21-25日、こくみん共済 coop ホール/スペース・ゼロ）- 松本くん 役[33]
- 朗読劇『タツノオトシゴ』（2024年10月17日・19日、CBGKシブゲキ!!）- 秋 役
- eeo Stage reading 朗読劇『はなしぐれ』（2025年1月9日 - 13日、CBGKシブゲキ!!）- 甲斐田恭介 役[34]
- 朗読劇「モノクロの空に虹を架けよう」（2025年2月23日・24日・28日、新宿シアタートップス）- 拓海 役[35]
- 朗読劇「ネコたん！弐 ぷらす～猫町怪異奇譚～」仮面遊戯殺猫事件（2025年6月21日、豊島区立舞台芸術交流センター）- 灰呂流依 役[36]
- "朗読×ACT" 『アイディール・セミナー/Final session』（2025年6月4日、5日、7日、こくみん共済 coop ホール/スペース・ゼロ）- 塁田球太郎 役

### 舞台
- 舞台「プライマリーエチュード」（2023年11月1日 - 5日、CBGKシブゲキ!!）- フィリップ・レックス 役

### その他コンテンツ
- 料理系”ぬい”Tubeチャンネル「ぬいぐるめ」（2021年 - 、綿毛[37]）

## ディスコグラフィ

### キャラクターソング
| 発売日         | 商品名                                                                                   | 歌 | 楽曲                                                                      | 備考 |
| -------------- | ---------------------------------------------------------------------------------------- | --- | ------------------------------------------------------------------------- | --- |
| 2021年9月29日  | THE IDOLM@STER SideM GROWING SIGN@L 01 Growing Smiles!                                   | 315 ALLSTARS | 「Growing Smiles!」 「DRIVE A LIVE」 「Beyond The Dream」 「NEXT STAGE!」 | ゲーム『アイドルマスター SideM GROWING STARS』関連曲                                                             |
| 2021年12月8日  | THE IDOLM@STER SideM GROWING SIGN@L 02 C-FIRST                                           | C.FIRST | 「We're the one」 「Not Alone」 「DRIVE A LIVE」 「NEXT STAGE!」          | ゲーム『アイドルマスター SideM GROWING STARS』関連曲                                                             |
| 2022年1月8日   | THE IDOLM@STER SideM UNIT COLLECTION -Growing Smiles!-                                   | C.FIRST | 「Growing Smiles!」                                                       | ゲーム『アイドルマスター SideM GROWING STARS』関連曲                                                             |
| 2022年3月12日  | THE IDOLM@STER SideM PASSION@TE FORMATION -MENTAL-                                       | 315 STARS（メンタルVer.） | 「リトルハピネス」                                                        | ゲーム『アイドルマスター SideM GROWING STARS』関連曲                                                             |
| 2022年3月12日  | THE IDOLM@STER SideM PASSION@TE FORMATION -MENTAL-                                       | 花園百々人（宮﨑雅也） | 「リトルハピネス」                                                        | ゲーム『アイドルマスター SideM GROWING STARS』関連曲                                                             |
| 2022年7月20日  | THE IDOLM@STER SideM 49 ELEMENTS -02 C.FIRST                                             | C.FIRST | 「Trust me now」                                                          | ゲーム『アイドルマスター SideM GROWING STARS』関連曲                                                             |
| 2022年7月20日  | THE IDOLM@STER SideM 49 ELEMENTS -02 C.FIRST                                             | 花園百々人（宮﨑雅也） | 「Hundreds Color」                                                        | ゲーム『アイドルマスター SideM GROWING STARS』関連曲                                                             |
| 2022年10月1日  | THE IDOLM@STER SideM GROWING SIGN@L SOLO COLLECTION 01                                   | 花園百々人（宮﨑雅也） | 「Not Alone」                                                             | ゲーム『アイドルマスター SideM GROWING STARS』関連曲                                                             |
| 2022年12月21日 | THE IDOLM@STER SideM GROWING SIGN@L 15 Take a StuMp!                                     | 315 ALLSTARS | 「Take a StuMp!」                                                         | ゲーム『アイドルマスター SideM GROWING STARS』関連曲                                                             |
| 2023年2月11日  | THE IDOLM@STER SideM UNIT COLLECTION -Take a StuMp!-                                     | C.FIRST | 「Take a StuMp!」                                                         | ゲーム『アイドルマスター SideM GROWING STARS』関連曲                                                             |
| 2023年2月14日  | FLASH LIGHT                                                                              | 315 STARS | 「FLASH LIGHT」                                                           | ゲーム『アイドルマスター SideM GROWING STARS』関連曲                                                             |
| 2023年3月11日  | 幻想のUtopia/安寧のDystopia                                                              | ピエール（堀江瞬）、蒼井悠介（菊池勇成）、蒼井享介（山谷祥生）、握野英雄（熊谷健太郎）、木村龍（濱健人）、秋山隼人（千葉翔也）、冬美旬（永塚拓馬）、榊夏来（渡辺紘）、若里春名（白井悠介）、紅井朱雀（益山武明）、東雲荘一郎（天﨑滉平）、アスラン＝ベルゼビュートII世（古川慎）、岡村直央（矢野奨吾）、硲道夫（伊東健人）、大河タケル（寺島惇太）、牙崎漣（小松昌平）、天峰秀（伊瀬結陸）、花園百々人（宮﨑雅也）、眉見鋭心（大塚剛央） | 「幻想のUtopia」                                                          | 舞台『THE IDOLM@STER SideM PASSIONABLE READING SHOW -超常事変〜対立スル正義〜-』オープニングテーマ               |
| 2023年10月28日 | THE IDOLM@STER SideM 8th STAGE THEME SONG「Hands & Claps!」                              | 315 ALLSTARS | 「Hands & Claps!」                                                        | ライブイベント『THE IDOLM@STER SideM 8th STAGE 〜ALL H@NDS TOGETHER〜』テーマソング                              |
| 2023年10月28日 | THE IDOLM@STER SideM 8th STAGE THEME SONG「Hands & Claps!」                              | 315 STARS（メンタルVer.） | 「Hands & Claps!」                                                        | ライブイベント『THE IDOLM@STER SideM 8th STAGE 〜ALL H@NDS TOGETHER〜』テーマソング                              |
| 2023年12月27日 | THE IDOLM@STER SideM CIRCLE OF DELIGHT 01 C.FIRST                                        | C.FIRST | 「来来美食」 「Face the World」                                           | 『アイドルマスター SideM』関連曲                                                                                 |
| 2024年3月6日   | THE IDOLM@STER SideM F@NTASTIC COMBINATION～CONNECTIME!!!!～ -DIMENSION ARROW- C.FIRST   | Legenders、C.FIRST | 「Secret Light」                                                          | ライブイベント『315 Production presents F＠NTASTIC COMBINATION LIVE 〜CONNECTIME!!!!〜 -DIMENSION ARROW-』関連曲 |
| 2024年3月6日   | THE IDOLM@STER SideM F@NTASTIC COMBINATION～CONNECTIME!!!!～ -DIMENSION ARROW- C.FIRST   | C.FIRST | 「Make New Legend」                                                       | ライブイベント『315 Production presents F＠NTASTIC COMBINATION LIVE 〜CONNECTIME!!!!〜 -DIMENSION ARROW-』関連曲 |
| 2024年3月6日   | THE IDOLM@STER SideM F@NTASTIC COMBINATION～CONNECTIME!!!!～ -DIMENSION ARROW- C.FIRST   | Altessimo、彩、Legenders、C.FIRST | 「Beyond the Dream」 「NEXT STAGE!（Short size）」                        | ライブイベント『315 Production presents F＠NTASTIC COMBINATION LIVE 〜CONNECTIME!!!!〜 -DIMENSION ARROW-』関連曲 |
| 2024年3月6日   | THE IDOLM@STER SideM F@NTASTIC COMBINATION～CONNECTIME!!!!～ -DIMENSION ARROW- Legenders | Altessimo、彩、Legenders、C.FIRST | 「DRIVE A LIVE」                                                          | ライブイベント『315 Production presents F＠NTASTIC COMBINATION LIVE 〜CONNECTIME!!!!〜 -DIMENSION ARROW-』関連曲 |
| 2024年7月13日  | THE IDOLM@STER SideM CIRCLE OF DELIGHT SOLO COLLECTION 01                                | 花園百々人（宮﨑雅也） | 「来来美食」                                                              | 『アイドルマスター SideM』関連曲                                                                                 |
| 2024年7月13日  | THE IDOLM@STER SideM 9th STAGE THEME SONG「Gather Round!」                               | 315 ALLSTARS | 「Gather Round!」                                                         | ライブイベント『THE IDOLM@STER SideM 9th STAGE ～MIR＠-CIRCLE CRESCENDO～』テーマソング                          |
| 2024年7月13日  | THE IDOLM@STER SideM 9th STAGE THEME SONG「Gather Round!」                               | 315 STARS（メンタルVer.） | 「Gather Round!」                                                         | ライブイベント『THE IDOLM@STER SideM 9th STAGE ～MIR＠-CIRCLE CRESCENDO～』テーマソング                          |
| 2024年11月29日 | Dear朋友                                                                                 | 夏木優成（宮﨑雅也） | 「僕のオネスティ」                                                        | ドラマCD『Dear朋友』関連曲                                                                                       |
| 2025年2月19日  | Needy but                                                                                | オキタ（宮﨑雅也） | 「Needy but」                                                             | 『YOLternative』関連曲                                                                                           |